# Peter Bischof
Peter Bischof (* um 1430 in Gau-Algesheim; † nach 1480) war ein deutscher Baumeister und Bildhauer in Neuhausen und Straßburg.

## Leben
Peter Bischof, der sich meist nach der Vaterstadt seiner Vorfahren Peter von Algesheim nannte, steht in enger Beziehung zu den Steinmetzordnungen und Steinmetzbruderschaften von Regensburg (1449) und Speyer (1464). 1459 gelobte Peter Algesheim „...das Buch“, d. h. die Regeln der Regensburger Ordnung, „zu halten“. Dies ist der früheste Quellenbeleg für den Meister Peter Bischof.
Wahrscheinlich wählte Peter Bischof Straßburg zu seinem Studienort, denn der Straßburger Haupthütte unterstanden unmittelbar Süd- und Westdeutschland bis zur Mosel und Mitteldeutschland. Jodokus Dotzinger aus Worms scheint Einfluss darauf genommen zu haben, dass sein Schüler und späterer Kollege um 1460 die Bauleitung für die St. Cyriakuskirche in Neuhausen erhielt. Peter Bischof unterschrieb am 9. April 1464 die Speyrer Steinmetzordnung an vierter Stelle nach Jost Dotzinger als „Meister Peter von Algesheim, Meister zu Nühüsen“. Als Baumeister von St. Cyriakus wird er auch 1468 bezeugt. 1473 weilte Peter Bischof erneut in Straßburg und wird als „statt murer“ der Stadt Straßburg bezeichnet. Ein Zeichen im Siegel des Peter von Algesheim, das an der Urkunde von 1473 anhängt, besteht aus einem spitzen Winkel mit einem Kreuz. An einer anderen Stelle, dem Bockschen Grabmal aus den 1480er Jahren in der St. Katharinenkapelle des Straßburger Münsters, kehrt das gleiche Zeichen als Steinmetzzeichen wieder. Das gleiche Steinmetzzeichen findet sich auch an einem hl. Grab in der Klosterkirche St. Peter und Paul zu Neuweiler/Elsass (Neuwiller-lès-Saverne), es ist mit der Jahreszahl 1478 versehen.